# .money
.money – internetowa domena najwyższego poziomu, przeznaczona dla serwisów związanych tematycznie z pieniędzmi, kasynami, bankami. Domena została zatwierdzona przez ICANN 16 października 2014 roku. Dodana do serwerów głównych w listopadzie 2014 roku.